# Liste der Monuments historiques in Saint-Pierre-Bois
Die Liste der Monuments historiques in Saint-Pierre-Bois führt die Monuments historiques in der französischen Gemeinde Saint-Pierre-Bois auf.

## Liste der Bauwerke
| Bezeichnung      | Beschreibung                                    | Standort                                    | Kennzeichnung | Schutzstatus | Datum | Bild           |
| ---------------- | ----------------------------------------------- | ------------------------------------------- | ------------- | ------------ | ----- | -------------- |
| Kirche St-Gilles | Wallfahrtskirche, zwischen 1788 und 1812 erbaut | nördlich des Ortes auf dem Kirchberg (Lage) | PA00085301    | Inscrit      | 1992  | weitere Bilder |

## Liste der Objekte
| Bezeichnung                                                | Beschreibung                                                                                                  | Standort                       | Kennzeichnung | Schutzstatus | Datum | Bild |
| ---------------------------------------------------------- | --- | ------------------------------ | ------------- | ------------ | ----- | ---- |
| Chorbänke und Wandverkleidung                              | Holz, teilweise vergoldet, 1842                                                                               | in der Kirche St-Gilles (Lage) | PM67001758    | Inscrit      | 1993  |      |
| Kanzel                                                     | Holz, teilweise vergoldet, um 1812                                                                            | in der Kirche St-Gilles (Lage) | PM67001759    | Inscrit      | 1993  |      |
| Zwei Seitenaltäre                                          | jeweils Altartisch, Retabel und Gemälde; Sandstein, Holz, teilweise vergoldet, und Ölfarbe auf Leinwand, 1789 | in der Kirche St-Gilles (Lage) | PM67001756    | Inscrit      | 1995  |      |
| Arm-Reliquiar des heiligen Lucius und der heiligen Emerita | Holz, farbig gefasst und vergoldet, Glas und Pergament, 17. oder 18. Jahrhundert                              | in der Kirche St-Gilles (Lage) | PM67001757    | Inscrit      | 1995  |      |
| Votivbild                                                  | Farbe auf Karton, Holzrahmen, 1835                                                                            | in der Kirche St-Gilles (Lage) | PM67000773    | Classé       | 1995  |      |
| Hauptaltar                                                 | Altartisch und Tabernakel; Holz, vergoldet, um 1812                                                           | in der Kirche St-Gilles (Lage) | PM67001761    | Inscrit      | 1993  |      |
| Reliquienbüste des heiligen Ägidius                        | Holz, farbig gefasst, vermutlich aus dem 17. Jahrhundert                                                      | in der Kirche St-Gilles (Lage) | PM67000772    | Classé       | 1995  |      |
| Skulptur Franz von Assisi                                  | Holz, farbig gefasst und vergoldet, vermutlich aus dem 18. Jahrhundert                                        | in der Kirche St-Gilles (Lage) | PM67001760    | Inscrit      | 1993  |      |
| Gemälde des Hauptaltars                                    | Ölfarbe auf Leinwand, um 1812                                                                                 | in der Kirche St-Gilles (Lage) | PM67001762    | Inscrit      | 1995  |      |